# دان لايلي
دان لايلي (بالإنجليزية: Dan Lyle) هو لاعب اتحاد الرغبي أمريكي، ولد في 28 سبتمبر 1970 في لويفيل في الولايات المتحدة.

## روابط خارجية
- دان لايلي على موقع دوري الرغبي الممتاز (الإنجليزية)
- دان لايلي عل موقع إسبنسكروم (الإنجليزية)
- دان لايلي على موقع ItsRugby.co.uk (الإنجليزية)